# Jet Groove
Jet Groove est une série d'animation française de 26 épisodes, créée par Richard Zielenkiewicz, scénarisée par Alexandre de la Patellière et réalisée par Thierry Sapyn et Monsieur Z. 
Elle est diffusée à partir du 21 avril 2007 sur France 2 puis rediffusée sur Mangas et Air, l'autre télé.

## Synopsis
La série met en scène les péripéties aériennes de six bandits : Sean, Deedjee, Linda, Yin, Tony et Camelia. Ces voyous ont été appréhendés par les forces de sécurité du milliardaire Monsieur Crown, qu'ils tentaient de cambrioler. Plutôt que de les remettre à la police, ce dernier décide de les employer à titre gratuit, en guise de « dédommagement » pour la tentative de casse, et les affecte au Jet Groove, un bijou technologique d'avion ultra-luxueux qui convoie, à prix d'or, les célébrités de la planète entière qui le louent comme un taxi aérien de grande classe. Les six bandits, reconvertis en membres du personnel, doivent se plier aux quatre volontés de leurs prestigieux passagers, sous peine de connaître la colère de Monsieur Crown, qui leur promet sans cesse les pires châtiments en cas d'échec ou de problème.

## Personnages
- Sean : commandant de bord de l'avion. Passe son temps, avec son physique de playboy aux cheveux grisonnants et aux lunettes fumées, à tenter de séduire les belles passagères, systématiquement sans succès. Heureusement, le Groove est d'une telle sophistication technologique qu'il n'a pas besoin de pilote, même pour décoller ou atterrir. Les rares fois où une intervention humaine est nécessaire, c'est Camelia qui prend les commandes.
- Tony : cuisinier du Jet Groove. Ne fait que de la cuisine italienne puisqu'il est originaire de ce pays, où il appartient à un influent clan mafieux. Les passagers raffolent de son charme ténébreux, beaucoup moins de sa cuisine. Son sens très prononcé de l'honneur a causé des difficultés à plusieurs reprises.
- Linda : hôtesse blonde de l'avion. Est particulièrement stupide, et prend tout au premier degré. Les personnes âgées l'adorent, c'est pourquoi Monsieur Crown la garde.
- Yin : hôtesse asiatique, spécialiste en massages et en arts martiaux. A un caractère aussi tranchant que ses armes.
- Camelia : officiellement une hôtesse. Dans les faits véritable commandant du Groove. A un caractère très autoritaire.
- Deedjee : barman et DJ du Groove. Célèbre pour ses excellents cocktails. Est homosexuel et n'hésite pas à draguer les hommes au comptoir, ce qui ne va pas sans impairs.
- Monsieur Crown : milliardaire propriétaire du Jet Groove. Est publiquement une personne philanthropique et populaire. Est en réalité sans scrupules et sadique avec le personnel du Groove. Il possède de surcroît une imposante milice privée.

## Épisodes
1. Une affaire de famille
2. L'homme de Rio
3. Shabirah
4. Jour de chance
5. Mamma mia
6. Y a-t-il un pauvre dans l'avion ?
7. Miss Whims
8. Miss Belinda et le président
9. La grande évasion
10. La belle et le vieillard
11. Mortel tandoori
12. Karaoké fatal
13. Les Jets à la barre
14. Le mot en B
15. Le vol du Whims
16. La mariée, le kid et le milliardaire
17. Opération noix de coco
18. Draculair
19. Disco jet
20. Le ventre du whims
21. Jean-Pierre
22. La vengeance de Camélia
23. Cœurs brisés sous les palmiers
24. Les révoltés du Whims
25. La fièvre jaune
26. Bimoteurs, caméras, actions !

## Distribution
- Julien Cigana
- Catherine Collomb
- Bruno Henry
- Simone Hérault
- Tony Joudrier
- Marie Le Cam
- Patrick Noérie
- Marie Vanpeene
- Jessie Lambotte : Sixtine et Tabatha
- Véronique Alycia, Valérie Théodore, Alexandre Picart et Norbert Ferrier : voix témoins

 Source et légende : version française (VF) sur RS Doublage et crédits du générique de fin.